# Pierre Lefranc
Pierre Lefranc (Montmirey-la-Ville (Jura), 26 de novembre del 1815 -
Versalles (Seine-et-Oise, actualment Yvelines), 16 de juny del 1877) va ser un polític i escriptor francès vinculat a la Catalunya del Nord.

## Biografia
Fill de pagès, aprengué de forma autodidacta les llengües clàssiques. Feu d'oficinista i oficial de notaria a Dole i, posteriorment, treballà a Besançon i a Morteau (Doubs). El 1838 anà a París, hi estudià dret i s'hi titulà. Feu amistat amb Béranger, amb qui compartia el gust per la literatura; els anys 1844 i 1845 col·laborà a la Revue Indépendante amb el pseudònim de Jean Bonhomme. Anteriorment, però, un escrit amb la signatura de Pierre Lefranc, de Perpignan (?) havia aparegut a la Revue et gazette musicale de Paris. El 1846, Francesc Aragó el trià per director del nounat L'Indépendant, i el periodista -seguint l'orientació republicana del periòdic perpinyanenc- hi menà una virulenta campanya en contra de la Monarquia de Juliol, cosa que li comportà 14 denúncies i 25.000 francs de multes. El 1848 va ser elegit diputat en representació dels Pirineus Orientals, i fins al 1851 segué a la Cambra, en els bancs de l'extrema esquerra. Oposat al Segon Imperi Francès, hagué d'exiliar-se a Brussel·les i a Londres després del cop d'estat de Lluís Napoleó del 2 de desembre del 1851. Tornà a França el 1852 i es dedicà a les assegurances (com ja ho havia fet als anys 30) i al comerç. El 1869 esdevingué redactor en cap del renascut L'Indépendant. En caure l'Imperi el 1870, va ser breument nomenat prefecte dels Pirineus Orientals, però no acceptà el càrrec; a l'any següent fou elegit diputat, novament, per les esquerres, i es mantingué en el càrrec fins a les eleccions del 1876, quan fou elegit senador, igualment en representació del departament dels Pirineus Orientals. Compaginà la tasca legislativa amb la publicació de cròniques a l'Indépendant.
Publicà diversos llibres, generalment de tema polític. Una de les seves obres (L' Eglise devant l'histoire... (1869) li valgué una agra polèmica amb l'abbé (Eugène Hyacinthe Nicolas) Casamajor, que el respongué amb una col·lecció de fullets (Première lettre sur l'histoire de l'église ou l'on corrige les plus folles erreurs de M. Pierre Lefranc, Troisième lettre ou les éloquents rataplans de M. Pierre Lefranc ancien représentant du peuple, Huitième lettre sur l'histoire de l'église réplique ou l'on corrige les plus folles erreurs de M. Pierre Lefranc, etc.) que feu estampar a la impremta Tastu de Perpinyà.
Diverses poblacions del Rosselló (Baixàs, Elna, Espirà de l'Aglí, Estagell, Perpinyà, Ribesaltes, Tuïr) tenen carrers amb el nom de "Pierre Lefranc". Sense més informació, però, no es poden adjudicar amb certesa al diputat, periodista i senador Lefranc.

## Mandats
Diputat dels Pirineus Orientals
- 23 d'abril del 1848 - 26 de maig del 1849
- 13 de maig del 1849 - 2 de desembre del 1851
- 8 de febrer del 1871 - 7 de març del 1876[7]

Prefecte dels Pirineus Orientals
- 5 a 11 de setembre del 1870 (refusà el nomenament)[8]

Senador en representació dels Pirineus Orientals
- 30 de gener del 1876 - 16 de juny del 1877 (mort en el càrrec; el reemplaçà Paul Massot)

## Obres
- (Dubtós) Lefranc, Pierre, de Perpignan «Les pseudonymes». Revue et gazette musicale de Paris, nº 64, 1839.
- Vive le Président de la Reépublique! Car si ...?.  París: Masgana, 1849. («exemplar digitalitzat».)
- La République et les partis 1848-1852.  París: Garnier frères, 1851.[Enllaç no actiu] («exemplar digitalitzat».)
- Le mariage du vicaire.  París: E. Dentu, 1863.
- Lefranc (director), P. Le Livre d'Or des Peuples. Plutarque universel.  París: Henri Willems, 1865-1874. («volum I, digitalitzat». «volum II digitalitzat».)
- Le Rastell électoral.  París-Perpignan: Armand Le Chevalier-Julia frères, 1868.[Enllaç no actiu] («exemplar digitalitzat».)
- L' Eglise devant l'histoire réponse au mandement pastoral et électoral de Mgr Ramadié, évêque de Perpignan.  París-Perpignan: Armand Le Chevalier-Julia frères, 1869.[Enllaç no actiu]
- Le Deux décembre (1851), ses causes et ses suites.  París: A. Le Chevalier, 1870.[Enllaç no actiu]
- Questions du jour....  París: E. Dentu, 1873.[Enllaç no actiu] («exemplar digitalitzat».)
- L'Empire et les municipalités.  París: Société du patriote, 1874.
- Invasion IV.  París: Société du patriote, 1874.